# イーグル郡 (コロラド州)
イーグル郡（英: Eagle County）は、アメリカ合衆国コロラド州の北西部に位置する郡である。2010年国勢調査での人口は52,197人であり、2000年の41,659人から25％増加した。コロラド州の郡では人口で第13位である。郡庁所在地はイーグル（人口6,508人）であり、同郡で人口最大の町は国勢調査指定地域のエドワーズ（人口10,266人）である。郡名はイーグル川に因んで命名された。イーグル郡と隣接するレイク郡の全体がエドワーズ小都市圏を構成している。

## 歴史
イーグル郡は1883年2月11日にサミット郡西部が分離してコロラド州議会によって創設され、郡内を流れるイーグル川から郡名が採られた。郡庁所在地は当初レッドクリフに置かれたが、1921年にイーグルの町に移された。

## 地理
アメリカ合衆国国勢調査局に拠れば、郡域全面積は1,691.80平方マイル (4,381.7 km2)であり、このうち陸地は1,687.88平方マイル (4,371.6 km2)、水域は3.93平方マイル (10.2 km2)で水域率は0.23％である。

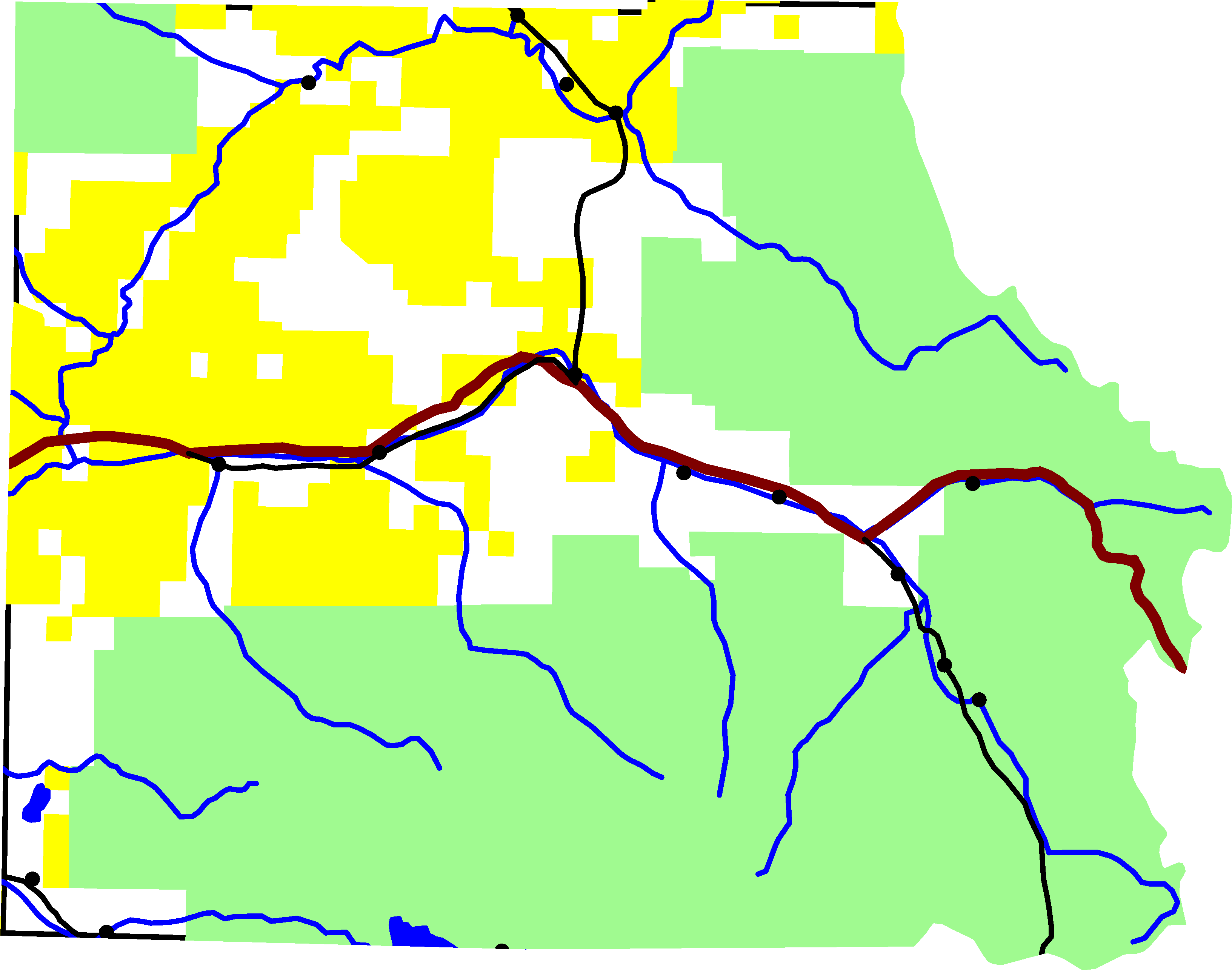
イーグル郡の地図、緑の地域はホワイト川国立の森、黄色の地域はアメリカ合衆国土地管理局が管理する地域。東西に走る赤い線は州間高速道路70号線であり、イーグル川に沿っている。

郡領域の大半はホワイト川国立の森であり、残りの土地の多くはアメリカ合衆国土地管理局が管理する地域となっている。州間高速道路70号線が郡内を東西に横切っている。
イーグル川は郡の南東部に発している。ダウズジャンクションでゴア・クリークと合流し、さらに西でコロラド川に注いでいる。フライングパン川とローリングフォーク川が郡南西隅を横切っている。

### 隣接する郡
- グランド郡 - 北東
- サミット郡 - 東
- レイク郡 - 南
- ピトキン郡 - 南西
- ガーフィールド郡 - 西
- ラウト郡 - 北

## 人口動態
以下は2000年国勢調査による人口統計データである。
| 基礎データ - 人口: 41,659人 - 世帯数: 15,148 世帯 - 家族数: 9,013 家族 - 人口密度: 10人/km2（25人/mi2） - 住居数: 22,111軒 - 住居密度: 5軒/km2（13軒/mi2） 人種別人口構成 - 白人: 85.35% - アフリカン・アメリカン: 0.34% - ネイティブ・アメリカン: 0.71% - アジア人: 0.82% - 太平洋諸島系: 0.07% - その他の人種: 10.80% - 混血: 1.90% - ヒスパニック・ラテン系: 23.24% 年齢別人口構成 - 18歳未満: 23.5% - 18-24歳: 11.4% - 25-44歳: 42.1% - 45-64歳: 20.0% - 65歳以上: 3.0% - 年齢の中央値: 31歳 - 性比（女性100人あたり男性の人口） - 総人口: 121.0 - 18歳以上: 125.8 | 世帯と家族（対世帯数） - 18歳未満の子供がいる: 32.7% - 結婚・同居している夫婦: 50.0% - 未婚・離婚・死別女性が世帯主: 5.6% - 非家族世帯: 40.5% - 単身世帯: 20.9% - 65歳以上の老人1人暮らし: 1.9% - 平均構成人数 - 世帯: 2.73人 - 家族: 3.17人 収入と家計 - 収入の中央値 - 世帯: 62,682米ドル - 家族: 68,226米ドル - 性別 - 男性: 37,603米ドル - 女性: 30,579米ドル - 人口1人あたり収入: 32,011米ドル - 貧困線以下 - 対人口: 7.8% - 対家族数: 3.9% - 18歳未満: 6.8% - 65歳以上: 7.6% |

## 都市と町
- イーグル - 郡庁所在地
- エドワーズ
- エイボン
- バソルト（ピトキン郡にも跨っている）
- イーグル・ベイル
- エルジェベル
- ジプサム
- ミンターン
- レッドクリフ
- ベイル
- ギルマン（1984年に廃村）

## 州立公園
- シルバン湖州立公園

## 国有林と原生地
- ホワイト川国立の森
- 鷲の巣原生地
- フラットトップス原生地
- ホリークロス原生地

## トレイル
- コロラド・トレイル
- 大陸分水界国立景観トレイル
- トゥーエルク国立レクリエーション・トレイル
- ベイル峠国立レクリエーション・トレイル

## 景観道路
- コロラド川水源国立景観側道
- トップ・オブ・ザ・ロッキーズ国立景観側道